# Saint-Yan
Saint-Yan és un municipi francès, situat al departament de Saona i Loira i a la regió de Borgonya - Franc Comtat. L'any 2009 tenia 1.127 habitants.

## Història
| Data d'elecció                           | Identitat          | Partit | Qualitat |
| ---------------------------------------- | ------------------ | ------ | -------- |
| 1904-1921                                | Pierre Cothenet    |        |          |
| 1921-1933                                | Pierre Collin      |        |          |
| 1933-1965                                | Joseph Ferrier     |        |          |
| 1965-1983                                | Lucien Charpenet   |        |          |
| 1983-1989                                | François Bernigaud |        |          |
| 1989-2013                                | René Bernigaud     |        |          |
| 2013-                                    | Élisabeth Ponsot   |        |          |
| les dades anteriors no són pas conegudes |                    |        |          |
|                                          |                    |        |          |

## Demografia
| A partir de 1990: Població sense dobles comptes |